# Battarrea
Battarrea Pers., 1801 è un genere di funghi appartenente alla famiglia Agaricaceae.

## Etimologia
Questo genere di funghi deve il suo nome al sacerdote, naturalista e micologo riminese 
Giovanni Antonio Battarra (1714-1789).

## Tassonomia
Questo taxon comprende le seguenti specie:
- Battarrea arenicola Copel., 1904
- Battarrea franciscana Copel., 1904
- Battarrea gaudichaudii Mont., 1834
- Battarrea guachiparum Speg., 1898
- Battarrea guicciardiniana Ces., 1875
- Battarrea laciniata Underw. ex V.S. White
- Battarrea levispora Massee, 1908
- Battarrea muelleri Kalchbr., 1880
- Battarrea patagonica Speg., 1898
- Battarrea phalloides (Dicks.) Pers. 1801 - specie tipo
- Battarrea stevenii (Libosch.) Fr., 1829
- Battarrea tepperiana F. Ludw., 1889